# Percy Grainger
Percy Grainger (født 8. juli 1882 – død 20. februar 1961) var en australsk-amerikansk komponist og pianist. Meget af Graingers musik bygger på folkemelodier, som han selv indsamlede. Bl.a. var han med Evald Tang Kristensen på nogle af dennes rejser rundt i Jylland.
Grainger var på koncertturné i Danmark i 1905 og mødte i den forbindelse Hjalmer Thuren.
I 1913 fik Grainger kontakt til Tang Kristensen og de mødtes i november det år.
Deres kontakt vedblev i de følgende år og i 1922 fik de organiseret en indsamlingstur hvor de på fonografvalse fik indsunget 80 melodier.
Igen i 1925 og 1927 indsamlede de to viser.

## Ekstern henvisning
- Komponisten og dirigenten Bo Holten om Percy Grainger Arkiveret 11. oktober 2004 hos  Wayback Machine

- Wikimedia Commons har flere filer relateret til Percy Grainger